# Nicolas Charles Seringe
Nicolas Charles Seringe, född den 3 december 1776 i Longjumeau, död den 29 september 1858 i Lyon, var en fransk botanist.
Seringe, som var professor vid Lyons universitet, utgav huvudsakligen deskriptiva arbeten, som Essai d'une monographie des saules de la Suisse (1815), Descriptions et figures des Céréales européennes (2:a upplagan 1841-47), Flore des jardins et des grandes cultures (3 band, 1847-49) samt smärre botaniska skrifter i tidskrifterna Mélanges botaniques (1818-31), Musée helvétique d'histoire naturelle (1823) och Bulletin botanique (1830).